# Министерство иностранных дел Японии
Министерство иностранных дел Японии (яп. 外務省 Гаймусё:) ответственно за внешние связи страны.
Согласно Статье 3 п. 2 Закона о национальных правительственных организациях главой министерства является министр из числа членов кабинета и «его миссией является повышение прибыли Японии и японских граждан, одновременно способствуя поддержанию мирного и безопасного международного общения, и, благодаря активным мерам, реализация надлежащей международной обстановки и сохранение и развитие гармонических отношений за рубежом.»

## Основные отделы
- Секретариат министра
- Руководитель протокола
- Пресс-секретарь
- Департамент общественной дипломатии
- Бюро внешней политики
- Отдел по разоружению, нераспространению оружия и науке
- Бюро по делам Азии и Океании
- Бюро по делам Юго-Восточной и Юго-Западной Азии
- Бюро по делам Северной Америки
- Бюро по экономическим вопросам
- Бюро международного сотрудничества
- Генеральный директор по глобальным вопросам
- Бюро по международно-правовым вопросам
- Консульский отдел